# Berghem
Berghem – miejscowość (tätort) w Szwecji, w regionie administracyjnym (län) Västra Götaland, w gminie Mark.
Według danych Szwedzkiego Urzędu Statystycznego liczba ludności wyniosła: 369 (31 grudnia 2015), 374 (31 grudnia 2018) i 379 (31 grudnia 2019).